# Laniellus
Laniellus är ett fågelsläkte i familjen fnittertrastar inom ordningen tättingar. Släktet omfattar endast två arter som förekommer dels i Vietnam, dels på Java:
- Dalatkrokia (L. langbianis)
- Javakrokia (L. albonotatus)

Arterna placerades tidigare i släktet Crocias, därav deras svenska trivialnamn, men Laniellus har visat sig ha prioritet.